# سیریل هنیون
سیریل هنیون (انگلیسی: Cyril Hennion؛ زادهٔ ۳ ژانویهٔ ۱۹۹۲) بازیکن فوتبال اهل فرانسه است.
از باشگاه‌هایی که در آن بازی کرده‌است می‌توان به باشگاه فوتبال نیس اشاره کرد.